# Holger Wormer

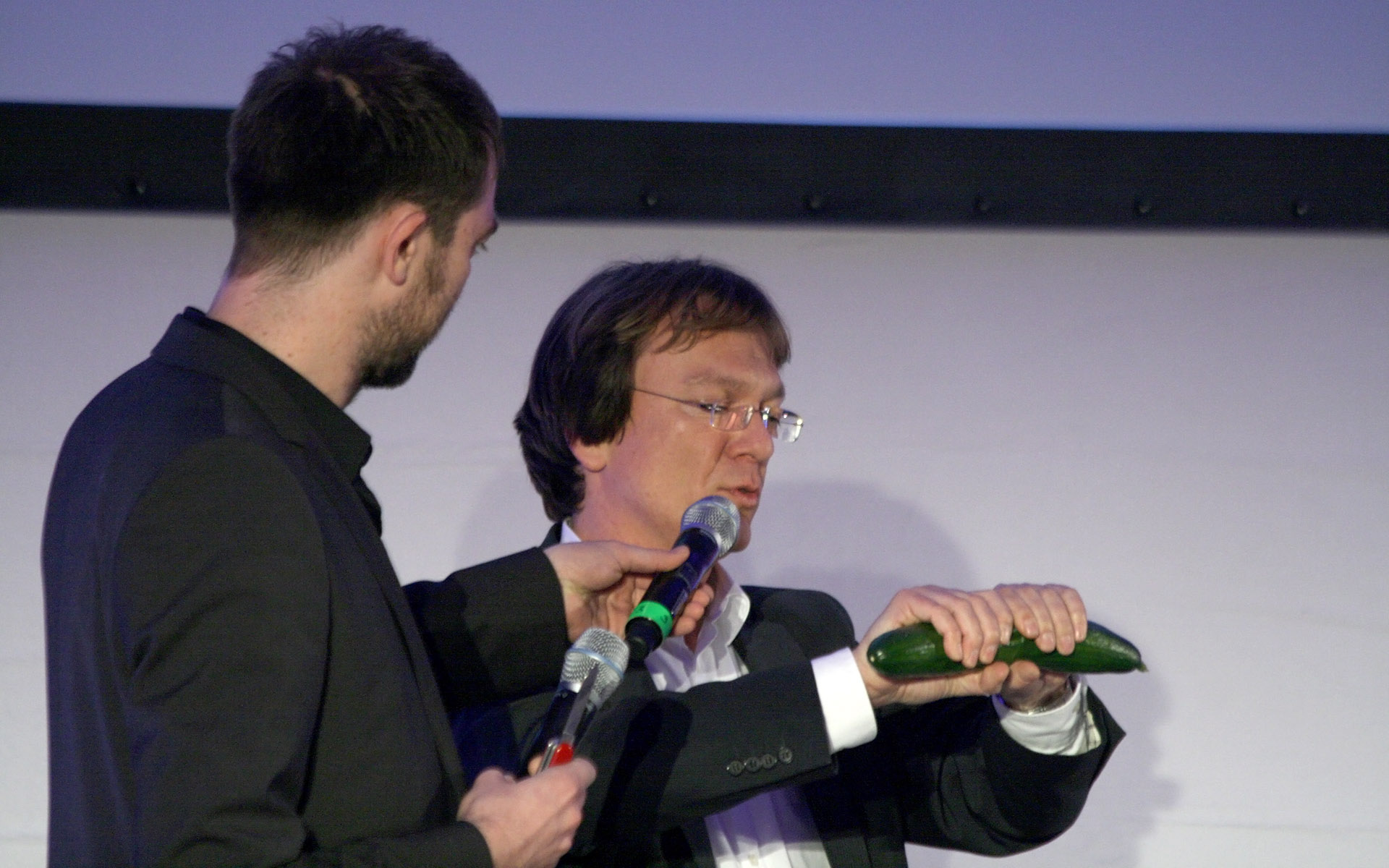
Holger Wormer (r.) mit Michael Dietz, Preisträger des österr. Wissenschaftsbuches des Jahres (2012)

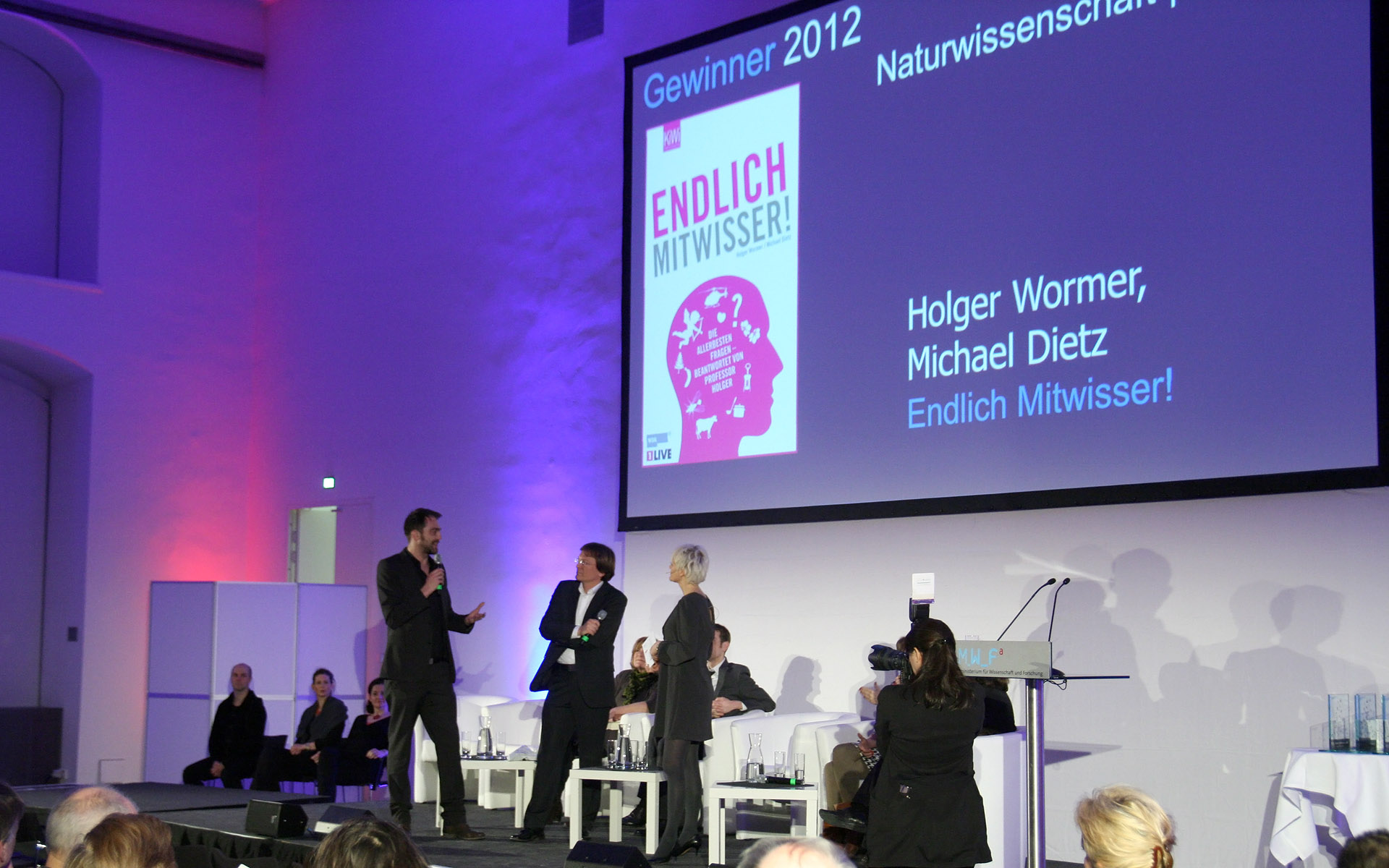
Holger Wormer (m.) mit Michael Dietz, Wien 2012

Holger Wormer (* 1969) ist ein deutscher Wissenschaftsjournalist und Hochschullehrer für Journalistik.

## Leben
Wormer war seit 1986 freier Journalist, zunächst bei der Zeitung Rheinische Post. Anschließend war er freiberuflich und in Praktika für das P.M. Magazin und PM-Perspektive tätig. Außerdem arbeitete er für den Südwestfunk (Fernsehen), in der Öffentlichkeitsarbeit des Wissenschaftsverlages Verlag Chemie (heute Wiley-VCH Verlag), der Deutschen Presseagentur (dpa) und der Süddeutschen Zeitung. Wormer erhielt in dieser Zeit Stipendien des Stifterverbands für die Deutsche Wissenschaft und des Fonds der Chemischen Industrie.
Zwischen 1989 und 1995 studierte er Chemie und im Nebenfach Philosophie in Heidelberg, Ulm und Lyon. 1995 absolvierte er seine Diplomprüfung an der Universität Ulm mit einer Arbeit zum Thema Global Pollutant Flows in the Atmosphere bei dem analytischen Chemiker Karlheinz Ballschmiter. Zwischen Februar 1996 und November 2004 war Wormer Redakteur in der Wissenschaftsredaktion der Süddeutschen Zeitung. Sein Fokus in dieser Zeit lag auf Medizin, Gentechnologie, Ethik der Forschung und Bioethik und Chemie und Umwelt.
Seit 2004 ist er Professor für Journalistik an der Technischen Universität Dortmund. Außerdem ist er Mitglied der Jury des Hofschneider-Recherchepreises der Zürcher Stiftung experimentelle Biomedizin.

## Preise und Auszeichnungen
- Preis der Friedrich-Deich-Stiftung
- Preis der Bayerischen Akademie für Suchtfragen
- Wissenschaftsbuch des Jahres 2012 (Österreich) mit Michael Dietz, Kategorie Naturwissenschaft und Technik, für „Endlich Mitwisser!“

## Belege
1. ↑  Archivierte Kopie (Memento vom 16. Mai 2021 im Internet Archive)
2. ↑  Peter Hans Hofschneider-Recherchepreises für Wissenschafts- und Medizinjournalismus, Stiftung experimentelle Biomedizin, abgerufen am 28. Juli 2016.

| Personendaten    | Personendaten        |
| ---------------- | -------------------- |
| NAME             | Wormer, Holger       |
| KURZBESCHREIBUNG | deutscher Journalist |
| GEBURTSDATUM     | 1969                 |